# هاينريش ليشنير
هاينريش ليشنير (بالألمانية: Heinrich Lichner)‏ (و. 1829 – 1898 م) هو ملحن ألماني، يستخدم آلات أورغن، توفي في فروتسواف، عن عمر يناهز 69 عاماً.

## روابط خارجية
- هاينريش ليشنير على موقع ميوزك برينز (الإنجليزية)
- هاينريش ليشنير على موقع ديسكوغز (الإنجليزية)